# Хайатт, Шана
Шана Хайатт (англ. Shana Hiatt; род. 17 декабря 1975, Табернакл, Нью-Джерси, США) — американская фотомодель, актриса, телеведущая и игрок в покер.

## Ранние годы
Шана Хайатт родилась в Табернакле (штат Нью-Джерси, США).

## Карьера
С 1994 года Шана Хайатт начала работать фотомоделью. В 1995 году она выиграла в конкурсе «Мисс Гавайи». После победы — в апреле 1995 года снималась для мужского журнала Playboy.
Также она также является актрисой, телеведущей и профессиональным игроком в покер. Вела первые 3 сезона «Мирового тура покера».

## Личная жизнь
Шана Хайатт была замужем за порноактёром Томми Ганном (род. 1967) в течение 3-х лет в 1990-х годах. В 1999—2005 годах она состояла в браке с актёром, сценаристом и продюсером Джеймсом Ван Паттеном (род. 1956). В октябре 2005 года Шана вышла замуж за продюсера Тодда Гарнера, в 2008 году у пары родился сын.

## Фильмография
| Год       |     | Русское название             | Оригинальное название | Роль                  |
| --------- | --- | ---------------------------- | --------------------- | --------------------- |
| 2000—2001 | с   | Титаны                       | Titans                | танцовщица            |
| 2002      | ф   | Четвёртый тенор              | The 4th Tenor         | вторая бортпроводница |
| 2003      | кор | —                            | Cupids                | помощница Афродиты    |
| 2003      | ф   | —                            | Bill the Intern       | Джесси                |
| 2005      | ф   | Любовь к собакам обязательна | Must Love Dogs        | хозяйка               |
| 2006      | ф   | Мальчик на троих             | Grandma’s Boy         | Памела Миллс          |